# Col·lisionador Lineal Internacional

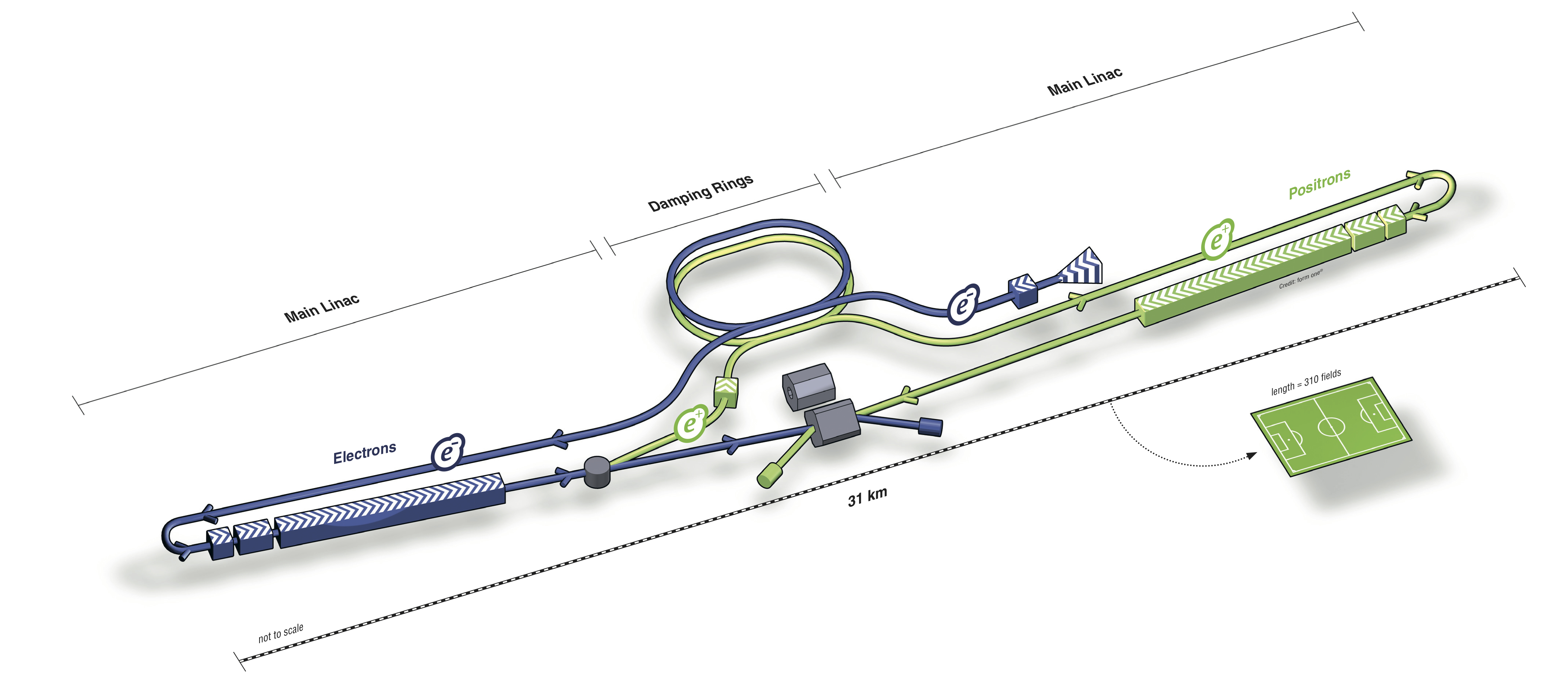
Un gràfic general de l'ILC planificat basat en el disseny de l'accelerador de l'Informe de Disseny Tècnic

El Col·lisionador Lineal Internacional (ILC) és un accelerador de partícules lineal proposat. Es preveu que tingui una energia de col·lisió de 500 GeV inicialment, amb la possibilitat d'una actualització posterior a 1000 GeV (1 TeV). Tot i que les primeres ubicacions proposades per a l'ILC eren el Japó, Europa (CERN) i els EUA (Fermilab), l'altiplà de Kitakami, a la prefectura d'Iwate, al nord del Japó, ha estat el centre dels esforços de disseny de l'ILC des del 2013. El govern japonès està disposat a contribuir amb la meitat dels costos, segons el coordinador de l'estudi dels detectors de l'ILC.
L'ILC faria xocar electrons amb positrons. Serà entre 30 km i 50 km (19–31 mi) de llarg, més de 10 vegades més llarg que l'accelerador lineal Stanford de 50 GeV, l'accelerador lineal de partícules més llarg que existeix. La proposta es basa en propostes similars prèvies d'Europa, els Estats Units i el Japó.
En un enfocament per etapes, l'ILC es podria construir inicialment a 250 GeV, per al seu ús com a fàbrica de Higgs. Un disseny així seria aproximadament 20 quilòmetres de longitud.
També s'estan duent a terme estudis per a un projecte alternatiu, el Col·lisionador Linear Compacte (CLIC), que funcionaria a energies més altes (fins a 3 TeV) en una màquina de longitud similar a l'ILC. Aquests dos projectes, CLIC i ILC, s'han unificat sota la Linear Collider Collaboration.

## Antecedents: linacs i sincrotrons
Hi ha dues formes bàsiques d'acceleradors. Els acceleradors lineals ("linacs") acceleren les partícules elementals al llarg d'una trajectòria recta. Els acceleradors circulars ("sincrotrons"), com ara el Tevatron, el LEP i el Gran Col·lisionador d'Hadrons (LHC), utilitzen trajectòries circulars. La geometria circular té avantatges significatius a energies de fins a desenes de GeV : amb un disseny circular, les partícules es poden accelerar eficaçment a distàncies més llargues. A més, només una fracció de les partícules que entren en un curs de col·lisió realment xoquen. En un accelerador lineal, les partícules restants es perden; en un accelerador d'anell, continuen circulant i estan disponibles per a futures col·lisions. El desavantatge dels acceleradors circulars és que les partícules carregades que es mouen al llarg de trajectòries corbes emetran necessàriament radiació electromagnètica coneguda com a radiació de sincrotró. La pèrdua d'energia a través de la radiació de sincrotró és inversament proporcional a la quarta potència de la massa de les partícules en qüestió. Per això té sentit construir acceleradors circulars per a partícules pesades: col·lisionadors d'hadrons com el LHC per a protons o, alternativament, per a nuclis de plom. Un col·lisionador electró-positró de la mateixa mida mai no podria assolir les mateixes energies de col·lisió. De fet, les energies al LEP, que abans ocupava el túnel que ara es destina al LHC, estaven limitades a 209 GeV per la pèrdua d'energia a través de la radiació de sincrotró.
Tot i que l'energia de col·lisió nominal al LHC serà superior a l'energia de col·lisió de l'ILC (14.000 GeV per al LHC vs. ~500 GeV per a l'ILC), les mesures es podrien fer amb més precisió a l'ILC. Les col·lisions entre electrons i positrons són molt més senzilles d'analitzar que les col·lisions en què l'energia es distribueix entre els quarks, antiquarks i gluons constituents de les partícules bariòniques. Per tant, una de les funcions de l'ILC seria fer mesures de precisió de les propietats de les partícules descobertes al LHC.

## Física i detectors ILC
Es preveu que els efectes de la física més enllà dels descrits en el Model Estàndard actual siguin detectats per experiments a l'ILC proposat. A més, s'espera que es descobreixin i es mesurin les partícules i les interaccions descrites pel Model Estàndard. A l'ILC, els físics esperen poder:
- Mesurar la massa, l'espín i les forces d'interacció del bosó de Higgs
- Si existeix, mesura el nombre, la mida i la forma de qualsevol dimensió addicional a escala TeV.
- Investigar les partícules supersimètriques més lleugeres, possibles candidates a la matèria fosca

Per aconseguir aquests objectius, calen detectors de partícules de nova generació.

## Fusió de propostes regionals en un projecte mundial
L'agost de 2004, el Panell Internacional de Recomanació Tecnològica (ITRP) va recomanar una tecnologia de radiofreqüència superconductora per a l'accelerador. Després d'aquesta decisió, els tres projectes de col·lisionadors lineals existents –el Next Linear Collider (NLC), el Global Linear Collider (GLC) i el Teraelectronvolt Energy Superconducting Linear Accelerator (TESLA)– van unir els seus esforços en un sol projecte (l'ILC). El març de 2005, el Comitè Internacional per als Futurs Acceleradors (ICFA) va anunciar el professor Barry Barish, director del Laboratori LIGO de Caltech de 1997 a 2005, com a director del Global Design Effort (GDE). A l'agost de 2007 es va publicar l'informe de disseny de referència per a l'ILC. Els físics que treballaven al GDE van completar un informe detallat de disseny de l'ILC, i el van publicar el juny de 2013.

## Disseny

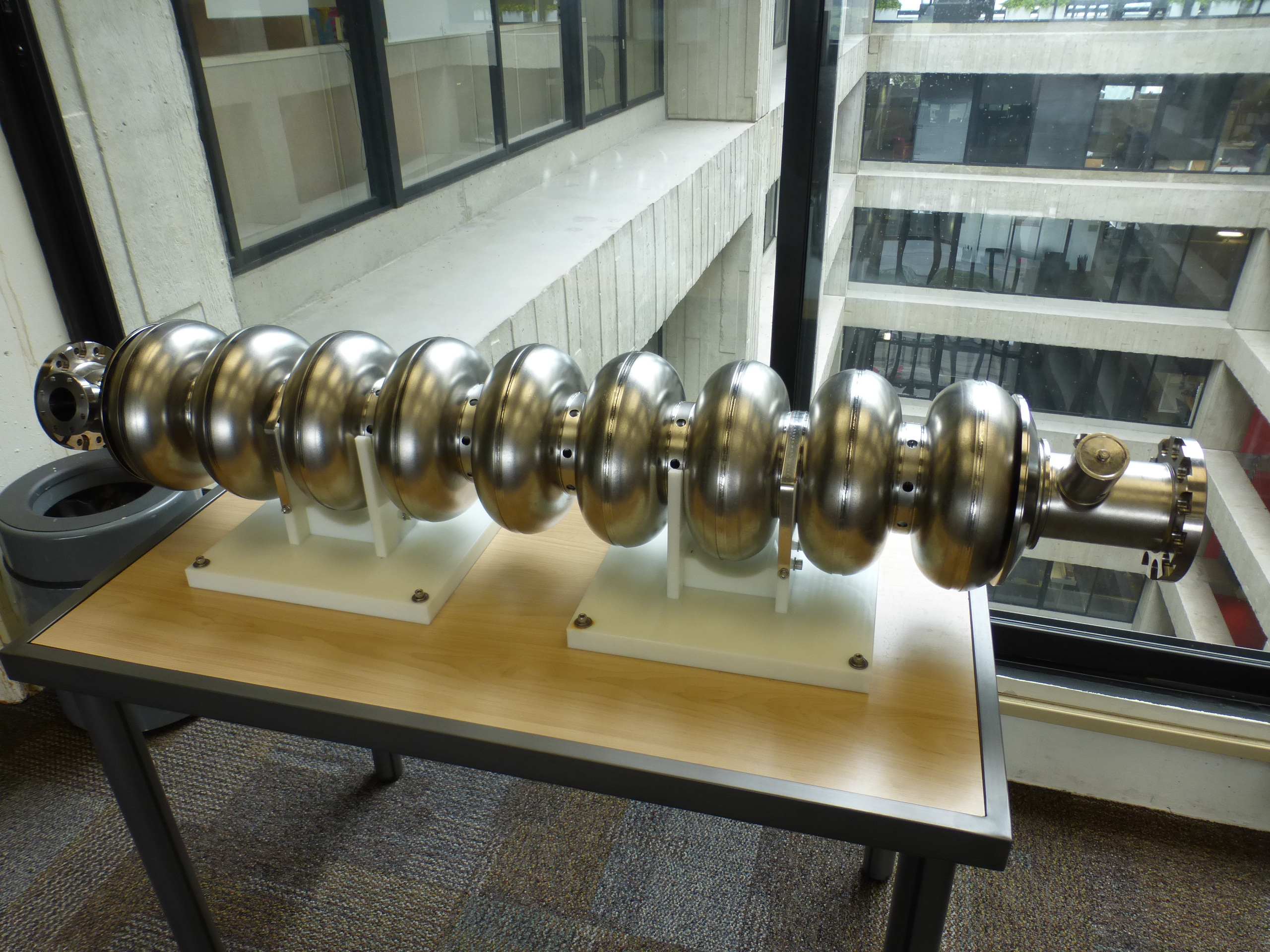
Un 1.3 basat en niobi Cavitat de radiofreqüència superconductora de nou cel·les de GHz que s'utilitzarà al linac principal
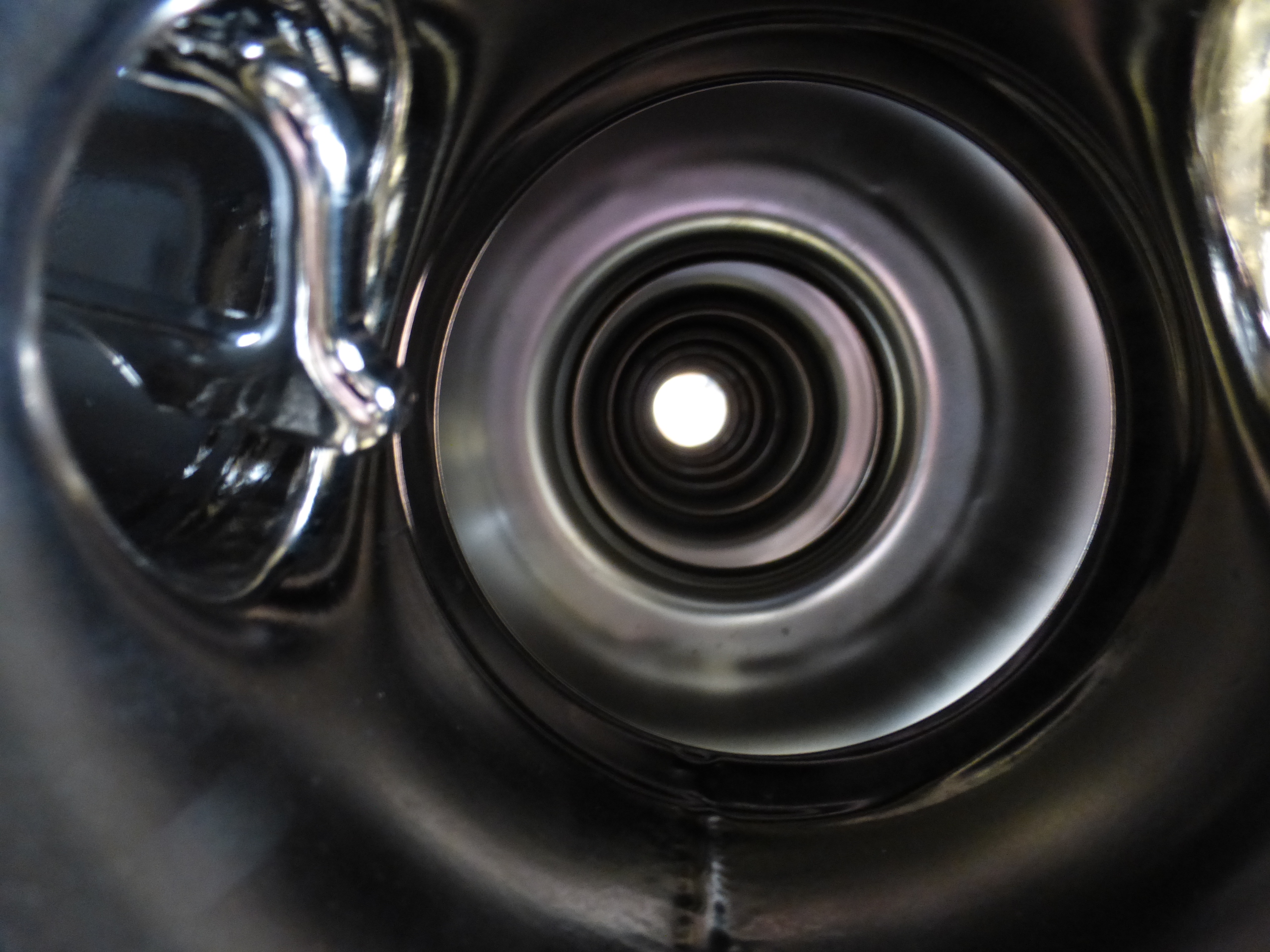
Una vista interior de la cavitat de radiofreqüència superconductora de niobi
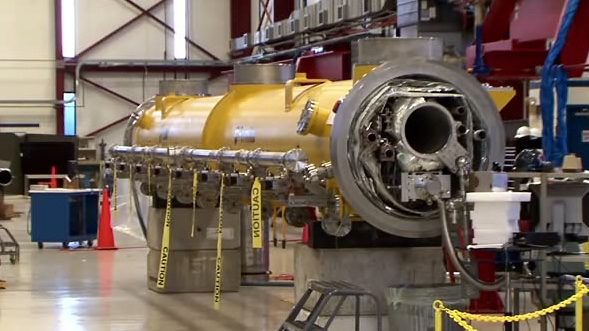
Un criomòdul que s'està provant al Fermilab
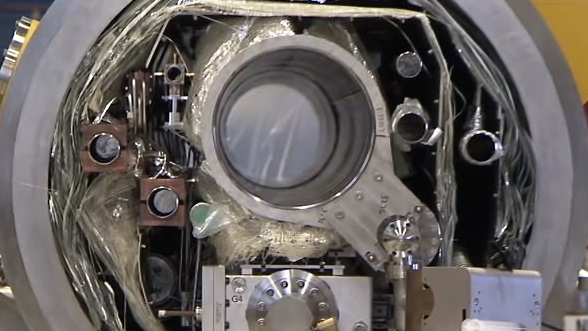
Secció transversal del criomòdul. Un tub gran al centre és el tub de retorn de gas heli. El tub tancat que hi ha a sota és l'eix del feix.
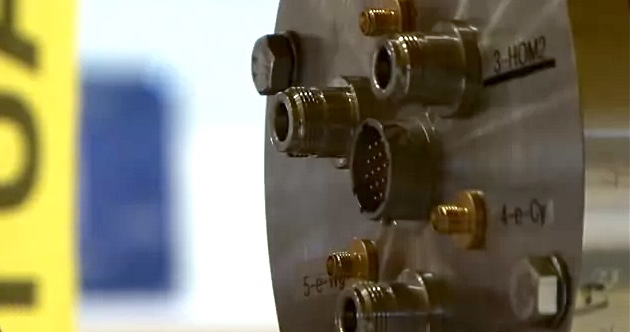
Una brida del criomòdul s'utilitza per connectar els cables d'instrumentació.

La font d'electrons per a l'ILC utilitzarà polsos de llum làser de 2 nanosegons per expulsar electrons d'un fotocàtode, una tècnica que permet polaritzar fins a un 80% dels electrons; els electrons s'acceleraran a 5 GeV en una etapa linac de 370 metres. La radiació de sincrotró d'electrons d'alta energia produirà parells electró-positró en una diana d'aliatge de titani, amb una polarització de fins al 60%; els positrons d'aquestes col·lisions es recolliran i s'acceleraran a 5 GeV en un linac separat.
Per compactar el 5 Feixos d'electrons i positrons de GeV a una mida prou petita per ser xocats de manera útil, circularan durant 0,1–0,2 segons en un parell d'anells d'amortiment, 3,24 km de circumferència, en què es reduiran de mida a 6 mm de longitud i una emissivitat vertical i horitzontal de 2 pm i 0,6 nm, respectivament.
Des dels anells d'amortiment, els feixos de partícules s'enviaran als linacs principals de radiofreqüència superconductors, cadascun d'11 km de llargada, on s'acceleraran fins a 250 GeV. A aquesta energia, cada feix tindrà una potència mitjana d'uns 5,3 megawatts. Es produiran i acceleraran cinc trens de paquets per segon.
Per mantenir una lluminositat suficient per produir resultats en un període de temps raonable després de l'acceleració, els grups s'enfocaran a uns pocs nanòmetres d'alçada i uns quants centenars de nanòmetres d'amplada. Els grups enfocats xocaran dins d'un dels dos grans detectors de partícules.

## Llocs proposats
Originalment, tres emplaçaments per al Col·lisionador Lineal Internacional eren els principals competidors en centres establerts de Física d'Altes Energies a Europa. Al CERN de Ginebra, el túnel es troba a les profunditats subterrànies en roca no permeable. Aquest emplaçament es va considerar favorable per diverses raons pràctiques, però a causa del LHC va ser desafavorit. A DESY, a Hamburg, el túnel es troba a prop de la superfície en un sòl saturat d'aigua. Alemanya lidera Europa pel que fa al finançament científic i, per tant, es considerava fiable pel que fa al finançament. Al JINR de Dubna, el túnel és a prop de la superfície en un sòl no permeable. Dubna té un complex de preaccelerador que s'hauria pogut adaptar fàcilment a les necessitats de l'ILC. Però tots tres eren més o menys adequats per allotjar un col·lisionador lineal i un tenia una àmplia selecció d'emplaçaments per a un procés de selecció d'emplaçament a Europa.

## Cost
L'Informe de Disseny de Referència va estimar el cost de construcció de l'ILC, excloent-hi R+D, prototipatge, adquisició de terrenys, costos de servitud subterrània, detectors, contingències i inflació, en 6.750 milions de dòlars (a preus del 2007). Des de l'aprovació formal del projecte, es preveu que la finalització del complex d'acceleradors i els detectors trigui set anys. El país amfitrió hauria de pagar 1.800 milions de dòlars per costos específics del lloc, com ara excavar túnels i pous i subministrar aigua i electricitat.